# Jean Cherlian
Jean Cherlian, né le 1er février 1932 à Romans-sur-Isère et mort le 21 août 2013 à Prachuap Khiri Khan (Thaïlande),, est un acteur français ayant tourné de très nombreux seconds rôles, en particulier avec Claude Zidi et Jean-Pierre Mocky, mais aussi avec Claude Chabrol.

## Biographie
Il a commencé dans le cinéma par faire de la figuration, avant de tourner de nombreux seconds rôles. Par la suite il a été directeur de casting à partir des années 1970.

## Filmographie

### Cinéma
- 1970 : La Horse
- 1974 : L'Ombre d'une chance de Jean-Pierre Mocky
- 1974 : Un linceul n'a pas de poches de Jean-Pierre Mocky
- 1975 : L'Ibis rouge de Jean-Pierre Mocky
- 1975 : Les Innocents aux mains sales de Claude Chabrol
- 1976 : Le Petit Marcel
- 1976 : Le Chasseur de chez Maxim's de Claude Vital
- 1977 : Helga, la louve de Stilberg d'Alain Payet
- 1977 : Alice ou la Dernière Fugue de Claude Chabrol
- 1978 : La Tortue sur le dos
- 1978 : La Zizanie de Claude Zidi
- 1983 : Banzaï de Claude Zidi
- 1980 : Les Sous-doués de Claude Zidi
- 1980 : La Nuit des traquées de Jean Rollin
- 1981 : Le jour se lève et les conneries commencent
- 1981 : Pétrole ! Pétrole ! de Christian Gion
- 1984 : Polar de Jacques Bral
- 1984 : À mort l'arbitre de Jean-Pierre Mocky
- 1984 : Les Ripoux de Claude Zidi
- 1984 : Stress de Jean-Louis Bertuccelli
- 1985 : Le Pactole de Jean-Pierre Mocky
- 1987 : Le Grand Chemin de Jean-Loup Hubert
- 1987 : Agent trouble de Jean-Pierre Mocky
- 1987 : Les mois d'avril sont meurtriers
- 1988 : Une nuit à l'Assemblée nationale de Jean-Pierre Mocky
- 1990 : Il gèle en enfer de Jean-Pierre Mocky
- 1991 : La Dernière Saison (coproducteur)
- 1993 : Le Mari de Léon de Jean-Pierre Mocky

### Télévision
- 1977 : Un juge, un flic de Denys de La Patellière, première saison (1977), épisode : Les Drogueurs
- 1978 : Sam et Sally : de Nicolas Ribowski, épisode : Lily
- 1978 : Médecins de nuit de Philippe Lefebvre, épisode : Anne
- 1978 : Madame le juge de Claude Chabrol, épisode "2 + 2 = 4"
- 1979 : Médecins de nuit de Nicolas Ribowski , épisode : Disco (série télévisée)
- 1981 : Julien Fontanes, magistrat, épisode La Dernière Haie de François Dupont-Midi
- 1982 : Les Enquêtes du commissaire Maigret de Jean-Jacques Goron (série télévisée), épisode : Maigret et les Braves Gens
- 1982 : L'Adieu aux as de Jean-Pierre Decourt (mini-série)
- Myster Mocky présente (série)
- Paris-Saint-Lazare (série)